# Murilo Rezende
Murilo Ferreira de Rezende, ou apenas Murilo Rezende, (Piripiri, 26 de maio de 1930 – Fortaleza, 23 de abril de 2019) foi um engenheiro civil e político brasileiro, outrora deputado federal pelo Piauí.

## Dados biográficos
Filho de Hamilton Coelho de Rezende e Adelina Alves Ferreira de Rezende, graduou-se engenheiro civil pela Universidade Federal do Paraná em 1956. Tornou-se professor da Universidade Federal do Ceará em 1960 e dirigiu o Departamento de Estradas e Rodagem (DER) cearense sob o governo Plácido Castelo até voltar ao Piauí a convite do governador Alberto Silva (1971-1975) que o nomeou secretário de Obras e Serviços Públicos e presidente da Fundação de Assistência Geral aos Desportos do Piauí (FAGEPI). Eleito deputado federal via ARENA em 1974, não disputou a reeleição, mas figurou como suplente de deputado federal pelo PMDB em 1982 e por esta legenda foi eleito primeiro suplente do senador Chagas Rodrigues em 1986. Durante o segundo governo Alberto Silva (1987-1991) integrou o conselho de administração da Companhia Energética do Piauí (CEPISA) e foi novamente secretário de Obras e Serviços Públicos. Foi reeleito deputado federal em 1990 e votou a favor do impeachment de Fernando Collor em 1992. Candidato a um novo mandato em 1994, não obteve êxito.